# Holy
Holy (рус. Святыня) — седьмой студийный альбом группы U.D.O. и первый, выпущенный собственным лейблом звукозаписи Удо Диркшнайдера Breaker в 1999 году.

## Об альбоме
После второго турне по России в феврале 1999 года, в котором в группе выступал уже новый гитарист, Игор Джианола, в середине 1999 года группа приступила к записи нового альбома. Также группу покинул Штефан Шварцманн и ко времени записи барабанщика так и не удалось найти. На вопрос о том, кто записывал барабаны на альбоме, Удо Диркшнайдер отказывается отвечать, мотивируя это тем, что барабанщик связан контрактом с другой компанией.
Музыкальный материал альбома выдержан в классическом стиле U.D.O.. Для русских слушателей особый интерес может представлять гитарная обработка песни Подмосковные вечера в соло Shout It Out.
В 2000 году группа отправилась в турне, взяв нового барабанщика, Лоренцо Милано, приятеля Игора Джианола. Впервые группа гастролировала в США, причём дважды: первый раз с Raven, а затем с Saxon.
Альбом реализовывался Nuclear Blast на компакт-диске (NB 435-2) и виниле (NB 435-1). Синглы не выпускались.

## Список композиций
| №   | Название                  | Перевод названия            | Длительность |
| --- | ------------------------- | --------------------------- | ------------ |
| 1.  | «Holy»                    | «Святыня»                   | 4:56         |
| 2.  | «Raiders of Beyond»       | «Рейдеры того света»        | 4:11         |
| 3.  | «Shout It Out»            | «Выкрикнем!»                | 4:55         |
| 4.  | «Recall the Sin»          | «Отменяю грех»              | 4:36         |
| 5.  | «Thunder in the Tower»    | «Гром в башне»              | 5:04         |
| 6.  | «Back Off»                | «Отвали»                    | 3:03         |
| 7.  | «Friends Will Be Friends» | «Друзья останутся друзьями» | 3:33         |
| 8.  | «State Run Operation»     | «Государственная операция»  | 3:51         |
| 9.  | «Danger»                  | «Опасность»                 | 3:23         |
| 10. | «Ride the Storm»          | «Оседлай шторм»             | 3:58         |
| 11. | «Cut Me Out»              | «Выбрось меня из игры»      | 3:59         |

## Участники записи
- Удо Диркшнайдер — вокал
- Штефан Кауфманн — гитара
- Игор Джианола — гитара
- Фитти Винхольд  — бас-гитара
- Guess Who (рус. Угадай, кто?) — ударные